# UNESCOs Verdensarvsliste (Asien-Australasien)
UNESCOs Verdensarvsliste er en liste med bygninger, monumenter og naturområder i alle fem verdensdele, som UNESCO har udpeget som værende en del af verdens kulturelle arv. Listen omfatter pr. juli 2018 1092 steder, heraf 845 kulturel arv, 209 naturarv og 38 blandede. 54 steder er på listen over Verdensarvsområder i fare

## Afghanistan
- Minareten i Jam
- Buddhastatuerne i Bamiyan

Om verdensarven i Armenien se Europa
Om verdensarven i Aserbajdsjan se Europa

## Australien
- Australiens fossile pattedyr (Riversleigh/Naracoorte)
- De Centrale/Østlige regnskovsreservater
- Fraser-øen
- Great Barrier Reef
- Greater Blue Mountains området
- Heard og McDonald øerne
- Kakadu nationalpark
- Lord Howe Island
- Macquarie øen
- Purnululu nationalpark
- Royal Exhibition Buildig og Carlton haverne
- Shark Bay
- Tasmaniens naturområder
- Uluru-Kata Tjuta nationalpark
- Tropiske Vådområder i Queensland
- Willandra søerne
- Sydney Opera House
- Australske straffesteder (en) [2]
- Ningaloo Coast (en)[3]
- Budj Bim kulturlandskab (en)[4]

## Bahrain
- Qal'at al-Bahrain arkæologisk sted
- Perlefiskeri, vidnesbyrd om en ø's økonomi (sv) [5]
- Dilmuns gravhøje[6]

## Bangladesh
- Den historiske moskeby Bagerhat
- Ruierne af den buddhistiske Vihara ved Paharpur
- Sundarbans

## Cambodia
- Angkor
- Preah Viheartemplet (en) [7]
- Tempelområdet  Sambor Prei Kuk (en), det arkæologiske område af det gamle Ishanapura. [8]

Om verdensarven i Cypern se Europa
Om verdensarven i Georgien se Europa

## Fiji
- Levuka historisk havneby.[9]

## Indien
- Agra Fort, Agra, Uttar Pradesh
- Ajanta Caves, klippetempler og -klostre, Maharashtra
- Bjerghulerne ved Bhimbetka
- De buddhistiske monumenter i Sanchi
- Champaner-Pavagadh arkælogiske park
- Chhatrapati Shivaji Termius
- Kirkerne i Goa
- Elephanta Caves ved Mumbai (Bombay), Maharashtra
- Ellora Caves, klippetempler og -klostre, Maharashtra
- Fatehpur Sikri
- Chola templerne
- Gruppen af monumenter ved Hampi (Vijayanagara)
- Gruppen af monumenter ved Mahabalipuram
- Gruppen af monumenter ved Pattadakal
- Humayun's grav, Delhi
- Kaziranga nationalpark
- Keoladeo nationalpark
- Khajuraho gruppen af monumenter
- Konark soltempel
- Mahabodhi tempel komplekset
- Manas vildtreservat
- Bjergjernbanerne i Indien
- Nanda Devi nationalpark og Blomsterdalen
- Qutub Miar og omkringliggende monumenter
- Red Fort, Delhi
- Sundarbans nationalpark
- Taj Mahal
- Jantar Mantar, Jaipur (en) [10]
- Western Ghats (en) [11]
- Bjergforter i Rajasthan (en) [12]
- Great Himalayan National Park (en) [13]
- Rani Ki Vav (en) [14]
- Nalanda [15]
- Khangchendzonga Nationalpark (en) [16]
- Chandigarh Capitol Complex (en) er en del af verdensarvskomplekset The Architectural Work of Le Corbusier, an Outstanding Contribution to the Modern Movement [17]
- Den historiske by Ahmadabad (en) [18]
- Victorianske gotiske og art deco-kvarterer i Mumbai (en) [19]

## Indonesien
- Borobudur tempel-området
- Komodo nationalpark
- Lorentz nationalpark
- Prambanan tempel-området
- Sangiran Tidlige menneske
- Ujung Kulon nationalpark
- Den tropiske regnskov på Sumatra, inklusiv Gunung Leuser nationalpark, Kerici Seblat nationalpark og Bukit Barisan Selatan nationalpark
- Kulturlandskab på Bali: Subak systemet (en) (kunstvanding) som en manifestation af Tri Hita Karana (en) filosofien. [20]

## Iran
- Bam
- Meidan Emam, Isfahan
- Pasargadae
- Persepolis
- Tchandha Zanbil
- Takht-e Soleyman
- Kuplen på Soltaniyeh
- Bisotun
- Sassaniderne, arkæologisk landskab i provinsen Fars [21]
- Armenske klostre i Iran (en) [22]
- Shushtars historiske vandingssystem (en) [23]
- Sheikh Safi al-dins gravtempel i Ardabil (en) [24]
- Tabriz historiske basar (en) [25]
- Persiske haver (en) [26]
- Gonbad-e Qābus (en) [27]
- Masjed-e Jāmé i Isfahan (en) [28]
- Golestan Palads (en)[29]
- Shahr-i Sokhta (en) [30]

## Irak
- Hatra
- Assur (Qal'at Sherqat)
- Samarra Arkæologiske By
- Erbil Citadel (en) [31]
- Ahwar i det sydlige Irak (en) [32]

Om verdensarven i Israel se Europa
Se også Jerusalem

## Japan
- Buddhistiske monumenter i Horyu-ji området
- Gusuku området og relaterede ejendomme fra Kongeriget Ryukyu
- Himeji-borgen
- Hiroshima – mindesmærke for fred (Genbaku kuplen)
- De historiske monumenter i Kyoto (Kyoto, Uji og Otsu byerne)
- De historiske monumenter i Nara-præfekturet
- Ryōan-ji, et Zen tempel, nordvest Kyoto, Japan.
- De historiske byer Shirakawa-go og Gokayama
- Itsukushima Shito helligdommen
- Hellige steder og pilgrimsruter i Kii-bjergene
- Shirakami-Sanchi
- Shiretoko Nationalpark, Hokkaido
- Helligdomme og templer i Nikko
- Yakushima
- Skjulte kristne steder i Nagasaki-regionen (en)
- Iwami Ginzan sølvminen (en)[33]
- Den hellige ø Okinoshima og relaterende steder i Munakataregionen (en)[34]
- Steder fra Japan’s Meiji Industrirevolution (en)[35]
- Tomioka Silkemølle og relatederede steder (en)[36]
- Ogasawara Islands (en)[37]

## Jerusalem
- Den Gamle By i Jerusalem og byens mure

(Den Gamle By i Jerusalem ligger i Østjerusalem som har været under israelsk kontrol siden 1967, men dette er ikke anerkendt som israelsk territorium af FN og mange lande.)

## Jordan
- Petra
- Quseir Amra
- Um er-Rasas (Kastron Mefa'a)
- Wadi Rum (en)[38]
- Al-Maghtas (en)[39]

## Kasakhstan
- Khoja Ahmed Yasavis mausoleum
- Petroglypher i Tamgaly
- Saryarka – Steppe og søer i det nordlige Kazakhstan (en)[40]
- Tian Shan[41]

## Kina
- Den Kinesiske mur (1987)
- Taishan-bjerget, Shandong provinsen (1987)
- De kejserlige paladser fra Ming og Qing dynastierne i Beijing (Den Forbudte By) (1987) og Shenyang (Mukden paladset) (2004)
- Mogaogrotterne, Dunhuang, Gansu provinsen (1987)
- Mausoleum for den første Qin kejser i Xi'an, Shaanxi provinsen (1987)
- Stedet hvor Pekingmanden blev fundet i Zhoukoudian, Beijing (1987)
- Huangshan-bjerget, Anhui provinsen (1990)
- Jiuzhaigou dalen, Sichuan provinsen (1992)  [42]
- Huanglong, Sichuan provinsen (1992)
- Wuligyuan, Hunan provinsen (1992)
- Mountai Resort og de omkringliggende templer i Chengde, Hebei provinsen (1994)
- Tempel og gravplads for Confucius, og Kong familiens palæ i Qufu, Shandong provinsen (1994)
- Det gamle bygningskompleks i Wudangbjergene, Hubei provinsen (1994)
- Potalapaladset, inklusiv Jokhang templet og Norbuligka, Lhasa, Tibet (1994, 2000, 2001)
- Lushan nationalpark, Jiangxi provinsen (1996)
- Emeibjerget, inklusive Leshan Giant Buddha, Sichuan provinsen (1996)
- Den gamle by i Lijiang, Yunnan provinsen (1997)
- Den gamle by i Pingyao, Shanxi provinsen (1997)
- Haverne i Suzhou, Jiangsu provinsen (1997, 2000)
- Sommerpaladset, Beijing (1998)
- Himlens tempel: et alter i Beijing (1998)
- Wuyibjergene, Fujian provinsen (1999)
- Stenudskærigerne i Dazu, Chongqing kommune (1999)
- Qingchengbjerget og overrislingssystemet i Dujiangyan, Sichuan provinsen (2000)
- Gamle landsbyer i Anhui – Xidi og Hongcun (2000)
- Longmen grotterne, Luoyang, Henan provinsen (2000)
- Kejserlige grave for Ming og Qing dynastierne, inklusiv Ming dynastiets grave og Ming Xiaoling mausoleum (2000, 2003, 2004)
- Yunganggrotterne, Datong, Shanxi provinsen (2001)
- De tre parallelle floder i Yunnan (2003) [43]
- Hovedstad og gravene fra det gamle kongerige Koguryo (2004)
- Det historiske centrum i Macao (2005)
- Sichuan Panda Reservater i bjergområderne Qionglai og Jiajin (2006)  [44]
- Yin Xu, Shang-dynastiets hovedstad (2006)
- Kaiping Diaolou og omkringliggende landsbyer, Guangdong-provinsen (2007)
- Stenskoven i Yunnan (South China Karst) i Yunnan-provinsen (2007) [45]
- Danxia Landskabsformationer - Danxiashan i Guangdong samt 5 andre sandstensformationer i Hunan, Fujian, Jiangxi, Zhejiang og Guizhou (2010)
- Fanjingshan (en) (2018) [46]
- Xinjiang Tianshan (2013) [47]
- Wulingyuan (1992)
- Qinghai Hoh Xil (en) (2017) [48]
- Mount Sanqingshan Nationalpark (en) (2008) [49]
- Hubei Shennongjia (en) (2016) [50]
- Chengjiang fossilområde (en)  (2012)   [51]
- Zuojiang Huashan klippekunst (en) (2016)  [52]
- West Lake kulturlandskab i Hangzhou (en) (2011)  [53]
- Tusisteder (en) (2015) [54]
- Den store kanal (en) (2014) [55]
- Shangdu (en) (2012) [56]
- Silkevejen: Netværket i Chang'an-Tianshankorridoren (en) (2014)  [57]
- Mount Wutai (en) (2009) [58]
- Kulangsu (en) (2017) [59]
- Dengfeng (en) (2010) [60]
- Fujian Tulou (en) (2008) [61]
- Honghe Hani Risteresser (en) (2013) [62]
- Tian Shan eller Xinjiang Tianshan (2013) [63]
- Ruinerne af byen Liangzhu (2016) [64]
- Trækfuglereservater ved kysten til det Gule Hav (2019) [65]
- Quanzhou: Internationale handelspladser i Song-Yuan (2021) [66]

## Nordkorea
- Koguryo gravene (el. Ganduryeo)
- Historiske monumenter i Kaesong  (2013) [67]

## Sydkorea
- Changdeokgung palads komplekset
- Gochang, Hwasun, og Ganghwa Dolmen steder
- Det historiske område Gyeongju
- Haeinsa templet
- Hwaseong fæstnigen i Suwon
- Jongmyo Shrie
- Seokguram grotten og Bulguksa templet
- Vulkanøen Jeju med Jordens mest fantastiske lava grotter
- Sansa, Buddhistiske bjergklostre i Sydkorea. [68]
- Baekjes historiske områder (en) (2015)  [69]
- De historiske landsbyer Hahoe og Yangdong (2010) [70]
- Namhansanseong [71]
- Joseondynastiets konglige grave. [72]

## Laos
- Byen Luang Phrabang
- Vat Phou og andre steder omkring Champasak

## Libanon
- Anjar
- Baalbek
- Byblos
- Ouadi Qadisha (den Hellige dal) og Horsh Arz el-Rab
- Tyre

## Malaysia
- Gunung Mulu Nationalpark
- Kiabalu parken
- Melaka og George Town, historiske byer ved Malaccastrædet (2011) [73]
- Lenggongdalen  (2012) [74]

## Mongoliet
- Orkhon dalen
- Uvs Nuur Basi (delt med Rusland)
- Helleristninger i den mongolske del af Altajbjergene (2011) [75]

## Myanmar
- Pyu oldtidsbyer  (2014) [76]

## Nepal
- Kathmandudalen (Durbar Square og Hanuman Dhoka, Kathmandu, Durbar Square, Patan, Durbar Square, Bhaktapur, Swayambhunath, Bauddhanath, Pashupatinath og Changu Narayan)
- Lumbini, Buddhas fødested
- Chitwan Nationalpark, tidligere Royal Chitwan Nationalpark
- Sagarmatha nationalpark, eller Mount Everest Nationalpark

## New Zealand
- New Zealands sub-antarktiske øer (Snares Islands, Bounty Islands, Antipodes Islands, Auckland Islands og Campbell Islands)
- Te Wahipounamu – Sydvest New Zealand (Aoraki/Mount Cook Nationalpark, Westland/Tai Poutii Nationalpark, Mount Aspirig Nationalpark og Fiordland Nationalpark)
- Tongariro Nationalpark

## Oman
- Bat, Al-Khutm og Al-Ayn
- Fort Bahla
- Frankincense træer (2000) [77]
- Aflaj kunstvandingssystemer i Oman
- Qalhat [78]

## Pakistan
- Ruinerne Moenjodaro
- Buddhistiske ruiner ved Takht-i-Bahi og Sahr-i-Bahlol
- Fort Lahore og Shalamar haverne i Lahore
- De historiske monumenter ved Thatta
- Fort Rohtas
- Taxila

## Filippinerne
- Barok kirkerne
- Den historiske by Vigan
- Puerto-Pricesa Nationalpark
- Philippine Cordilleras risterrasser
- Tubbataha revet
- Mount Hamiguitan vildtreservat

## Qatar
- Al Zubarah arkæologisk område (2013) [79]

## AsiatiskRusland
- Lenas Søjler
- Kamtjatkas vulkaner
- Det centrale Sikhote-Alin
- De gyldne bjerge i Altaj
- Bajkalsøen
- Putorana Plateauet
- Vulkanerne på Kamtjatka
- Uvs Nuur-bækkenet
- Wrangeløen
- Virgin Komiskovene (1995)   [80]
- Landskaber i Dauria  (2017) [81]
- Sikhote-Alin (2001) [82]

## Salomonøerne
- East Rennell

## Saudiarabien
- Al-Hijr Arkæologisk område (2008) [83]
- At-Turaif distriktet i ad-Dir'iyah (2010) [84]
- Al-Balad, Jeddah (2014) [85]
- Klippekunst i Ha'il Regionen (2015) [86]
- Al-Hasa Oasen et kulturlandskab i udvikling (2018) [87]

## Sri Lanka
- Den gamle by Polonnaruwa
- Den gamle by Sigiriya [88]
- Det gyldne tempel i Dambulla
- Den gamle by Galle og dens fortifikationer
- Den hellige by Anuradhapura
- Den hellige by Kandy
- Siharaja skovreservat

## Syrien
- Den gamle by Aleppo
- Den gamle by Bosra
- Den gamle by Damaskus
- Palmyra
- Crac des Chevaliers og Qal’at Salah El-Din
- Oldtidsbyer i det nordlige Syrien (2011) [89]

## Thailand
- Ban Chiang
- Den gamle by Ayutthaya
- Den gamle by Sukhothai
- Thungyai
- Dong Phaya Yen – Khao Yai

## Turkmenistan
- Kunya-Urgench
- Merv
- Parthianske befæstelser af Nisa

## Usbekistan
- Den gamle by Bukhara
- Den gamle by Shahrisabz
- Itchan Kala i Khiva
- Samarkand

## Vietnam
- Hué monumenterne
- Ha Long-bugten
- Hoi An
- My Son
- Phong Nha-Ke Bang nationalpark
- Citadel Thăng Long
- Citadel Hồ-dynastiet
- Trang An landskabet

## Yemen
- Den gamle by Zabid
- Den gamle by Sana'a
- Den gamle by Shibam
- Socotra Arkipelaget